# Knowth

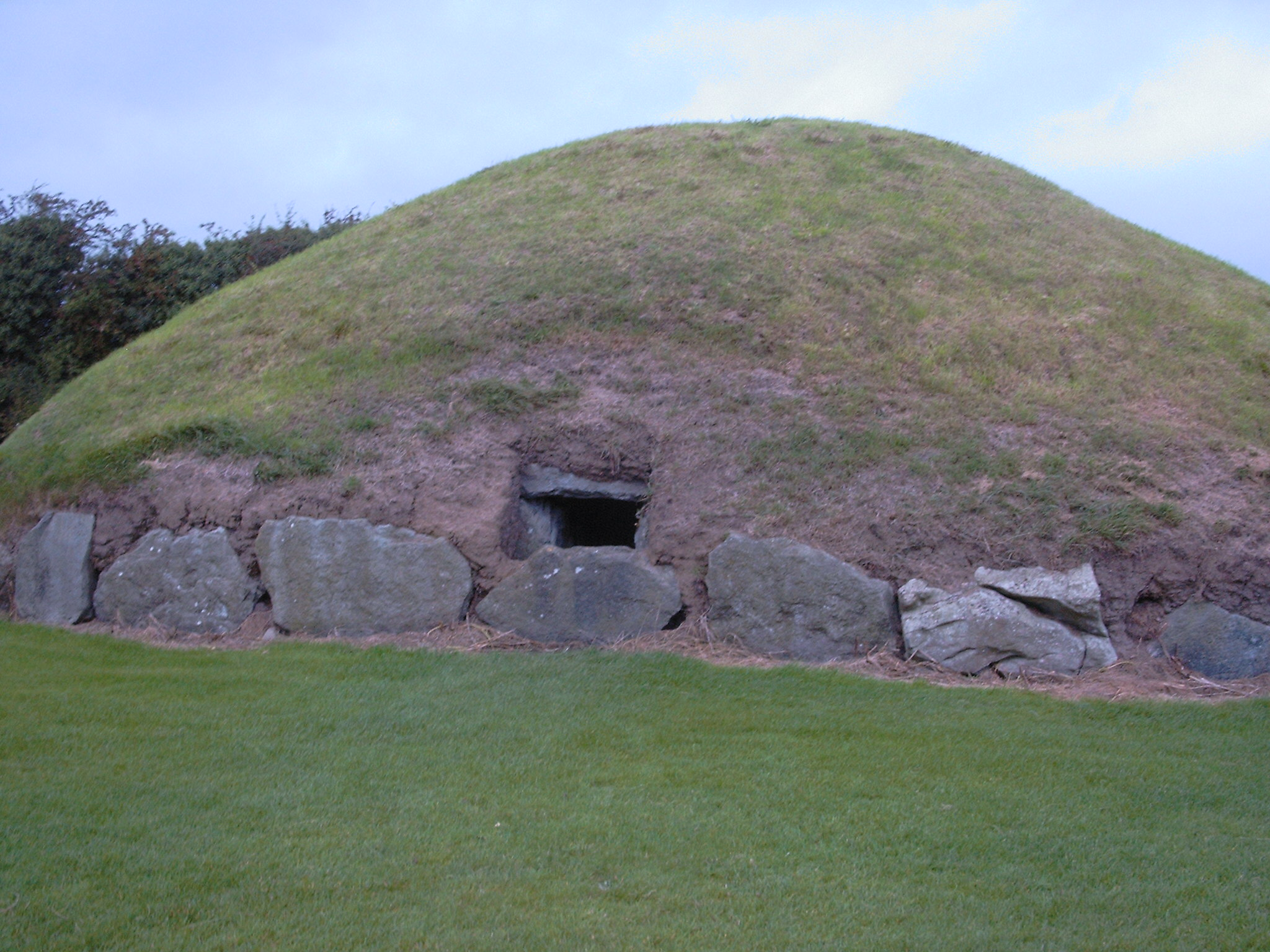
Den östra passagen i gravkonstruktionen

Knowth är en 5200 år gammal megalitgrav av typen Passage Tomb, vilket på svenska brukar översättas med begreppet gånggrift. Den är belägen på Irlands östkust nära byn Meath, i närheten av andra storslagna forntida monument. Dessa monument byggdes av neolitiska bondesamhällen runt 3200 f. Kr. De antas ha fungerat som både religiösa kultplatser, gravplatser och som centrum för astronomiska observationer.

## Konstruktion
Monumentet, som är omgärdat av 18 mindre gravhögar, antas ha byggts med Newgrange som förebild, för att sedan agera förebild för det närliggande monumentet Dowth. Den stora rundade jordhögen, som säkerligen inte är från bondestenåldern utan påbyggd långt senare i likhet med fallet runt Newgrange, består till skillnad från Newgrange av två passager eller långa gångar; dels en västlig passage som är omkring 34 meter lång och som inte är helt rak utan böjer av åt höger efter ¾ av den totala sträckan, vars avslutande del är att betrakta som en kammare, dels en östlig passage eller gång som sträcker sig 40 meter inåt från ytterkanten, vilket gör den till den längsta i sitt slag i hela Europa. Den östliga gången blir (olikt den västliga passagen) bredare och bredare ju längre in mot mitten som man kommer, och slutar med en kammare som har en takhöjd på runt 6 meter. Högen består av jord och stenar men bör till huvuddelen vara sekundär. Vissa stenar som omgärdar högen har förmodligen fraktats hit från en plats 40 km härifrån.

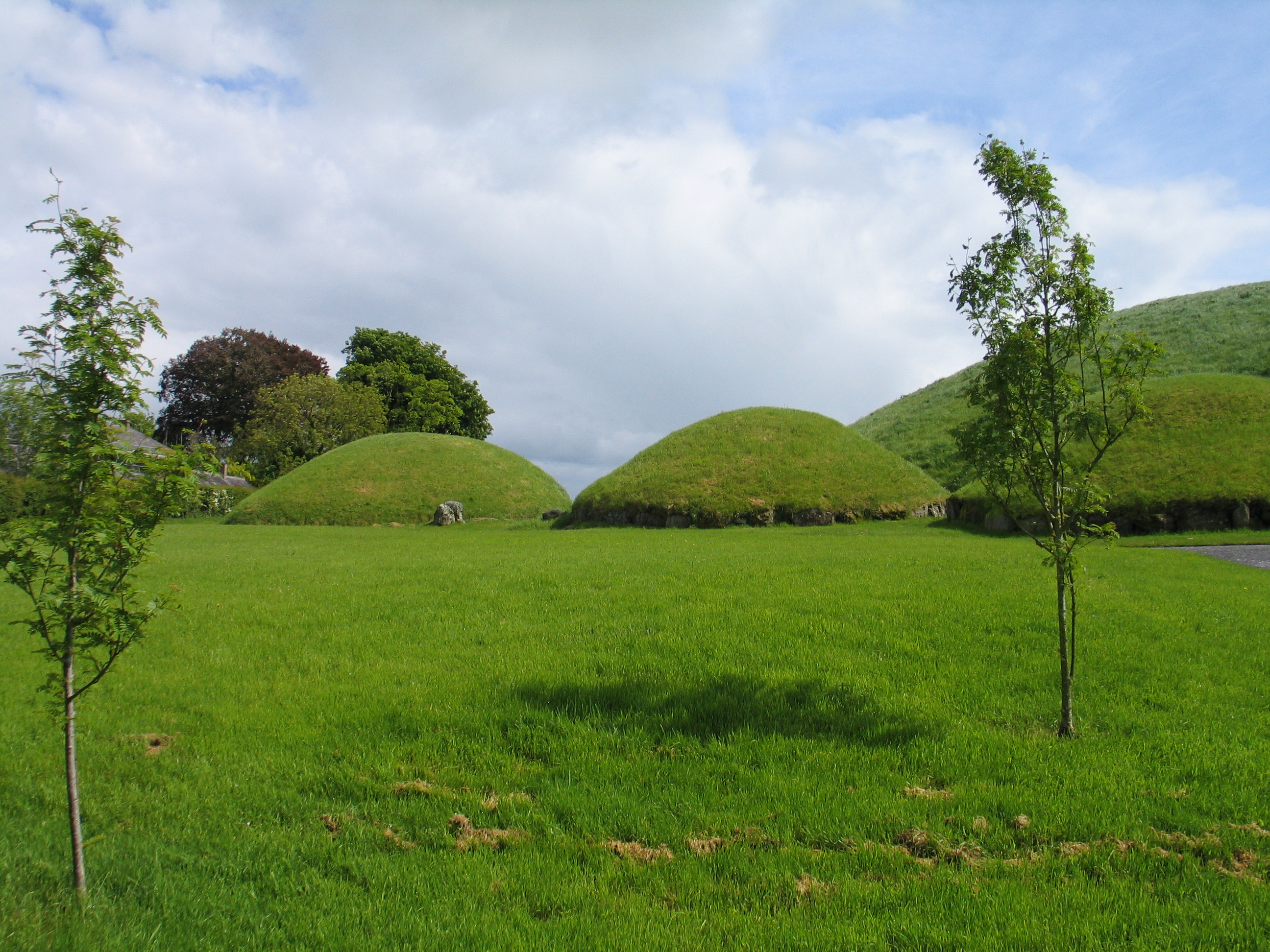
Del av Knowth

## Historia
När de tre stora megalitgravarna Knowth, Newgrange och Dowth byggdes, hade bondestenåldern redan existerat på Irland i närmare tusen år och ett stort antal megalitgravar av äldre typer hade byggts på främst den norra delen av Irland. Genforskningen visar att befolkningen på Irland, i likhet med de flesta områdena i västra Europa, dominerades av folk som kom till Europa under istiden men med tydliga inslag av invandrade folk från jordbrukande områden i sydöstra Europa.
I lokala sägner förekommer anspelningar på inslag i den forna irländska berättartraditionen med hänvisning till personer som tillhörde folket Tuatha Dé Danaan (gudinnan Danu's folk), men enligt den omfattande uppräkningen av regenter och folk på Irland samt dess kronologi tillhör detta folk en tid runt tusen år senare. Enligt ytterligare en gammal sägen har en ädel kvinna vid namn Bua begravts i Knowth.
Arkeologiprofessorn George Eogan har efter en lång tids undersökningar av monumentet kunnat slå fast att människor har varit aktiva på platsen vid Kwoth vid 10 skilda perioder, allt sedan monumentet uppfördes runt 3200 f.Kr. och den efterföljande kulturen, Klockbägarkulturen, runt 2800 – 1900 f.Kr., men det finns också spår efter bronsålders kelter och järnålderns norrmän. Under järnåldern har man antagit att platsen fungerade som ett fort, vilket skulle kunna förklara de djupa diken som grävts runt monumentet, men sådana diken är vanliga hos gravar av snarlika typer och kan därför ha haft helt andra funktioner. Därefter fortsatte platsens betydelse, enligt sägnerna, i samband med dess funktion som huvudstad i kungariket Brega. Efter 1200-talet upphör spåren efter människors verksamhet.

## Astronomiska kunskaper
De två passagernas eller gångarnas öppningar, som är orienterade i östlig respektive västlig riktning, kan ha fungerat som indikator av vintersolstånd/sommarsolstånd, men också för att underlätta mätning av månens komplicerade vandring på himlavalvet och måhända även förmörkelser av densamma. Den astronomiska kunskapen vid Knowth antas även finnas representerad i de inristade figurerna som återfinns på monumentets stenblock. Genom att studera mönstren med händelser på himlavalvet, samt hur långt in i kammaren som solens strålar når vid olika tidpunkter på året, men också hur skuggor faller vid vintersolstånd/sommarsolstånd etc., har man kunnat slå fast att de som byggde Knowth hade grundläggande kunskaper om både månens och solens rörelser och mätningen av årstidernas tidsintervall. Särskilt stort intresse har inom forskningen riktats till den så kallade månkalendern, en dekorerad sten som tros vara en beskrivning över månens rörelser.

## Konst
I konstnärligt avseende brukar Knowth rankas högre än Newgrange, eftersom dess inristade väggdekorationer förekommer på 216 stenar, vilket motsvarar ungefär ¼ av samtliga ristningar i de europeiska megalitgravarna. Här finns mönster som cirklar, stjärnor, sicksackmönster och spiraler, vilka hör till de vanligaste mönstren på stenarna, men också en rad mer ovaliga former eller kombinationer. Förmodligen har mönstren både haft ett symboliskt och ett dekorativt värde, samt möjligen även fungerat som beskrivningar över olika astronomiska observationer.

## Upptäckt, utgrävningar och forskning
Platsen började utforskas på ett mer grundligt sätt av arkeolog George Eogan år 1962, för att sedan fortsätta i drygt 40 år. Under dessa år har man funnit flera unika eller ovanliga fynd, bland annat en stor (1 meter i diameter) fint utsmyckad stenbassäng eller skål av sten i den östra passagen, med en osedvanligt välgjord utformning, men liknande stenskålar finns även i var och en av de tre sidokamrarna i Newgrange. I denna kammare i Kwoth har man även funnit ett polerat ansikte av flinta, som har skafthål, vilket betraktas som en otrolig hantverksprestation. Till den östra gångens och kammarens fynd hör främst en stenfallos. År 1996 blev Knowth tillsammans med Dowth och Newgrange uppsatta på Unescos världsarvslista.